# 角海浜村
角海浜村（かくみはまむら）は、かつて新潟県西蒲原郡にあった村。1901年11月1日の合併によって消滅し、現在は新潟市西蒲区の一部となっている。
以下の記述は合併直前当時の旧角海浜村に関しての記述であり、現在では名称等が異なる場合がある。なお、ここに記述されていない内容に関しては新潟市などの記事を参照。

## 概要
江戸期から続いた村で、越前能登の朝倉氏残党が織田氏の圧政に耐え兼ね、称名寺に率いられて定着したと伝えられる。また、もともと五ヶ浜の小字角海であったが1608年（慶長13年）に五ヶ浜から分村したという説と、角海を隠れるの意に解して落人集落という説もある。

### 地理
西側は日本海に面する。

## 沿革
- 1889年（明治22年）4月1日 - 町村制施行に伴い西蒲原郡角海浜村が村制施行し、角海浜村が発足。
- 1901年（明治34年）11月1日 - 西蒲原郡五ヶ浜村と合併し、浦浜村となり消滅。大字角海浜となる。

## 地域
合併を行わないで発足した村であるため、大字は編成していない。当時の村域は現在の新潟市西蒲区角海浜に該当する。